# 宣公 (燕)
宣公（せんこう、生年不詳 - 紀元前587年）は、春秋時代の燕の君主。桓公の後を受けて燕国の君主となった。在位15年。